# Tersilochus montanus
Tersilochus montanus là một loài tò vò trong họ Ichneumonidae.